# Karel V. Habsburški
Karel V. Habsburški, rimsko-nemški kralj in cesar (1519-56), španski kralj (kot Karel I., 1516-56), avstrijski nadvojvoda (kot Karel I., 1519-21), suveren številnih nizozemskih provinc (1506-55), * 24. februar 1500, Gent, Flandrija (današnja Belgija), † 21. september 1558, San Jerónimo de Yuste, Španija.
Karel V., dedič kar štirih vladarskih dinastij (avstrijske, burgundske, kastiljske in aragonske), si je prizadeval to nehomogeno dediščino preoblikovati v enotno katoliško vladavino in se z njo postaviti v bran muslimanskim Turkom, ki so prodirali z juga. Pri tem je naletel na vrsto preprek. Potem ko si je pridobil cesarski naslov, je s svojim tekmecem, francoskim kraljem Francem I., bojeval štiri vojne za prevlado v Italiji. V cesarstvu je izbruhnil upor proti sprevrženi papeževi Cerkvi, nemški knezi pa so dodali zahteve po samostojnosti oblasti na svojih ozemljih. Ker papeži, za to pristojni, niso urejali verskih vprašanj, jih je poskušal reševati cesar na državnih zborih, kar pa je nasprotja le še povečevalo. Prišlo je do šmalkaldenske vojne med cesarjem in protestantskimi knezi, ki jo je cesar dobil. Ko pa se je ponovno spustil v urejanje verskih vprašanj in skušal povečati centralizacijo cesarstva, je povzročil med knezi še večji revolt, ki ga je podprl tudi mladi francoski kralj. Cesar se je razočaran in nemočen umaknil in prepustil vodenje Španije in Nizozemske sinu Filipu, cesarstvo pa bratu Ferdinandu.

## Mladost in nastop vladarskih dolžnosti
Karel je bil sin habsburško-burgundskega očeta Filipa Lepega in kastiljsko-aragonske matere Ivane Blazne. Šestletnemu je umrl oče in odtlej je živel na dvoru tete Margarete v Mechelenu (severno od Bruslja), ki ga je vzgajala in mu bila, kot spretna diplomatka, svetovalka do konca svojega življenja. Karlov učitelj je bil teolog Adrian iz Utrechta, poznejši papež Hadrijan VI., ki je vplival na njegov verski razvoj in ga vzgajal v duhu idealov viteškega reda zlatega runa.
Kot otrok je ljubil lov in glasbo. Že v mladih letih se je z vso resnostjo in pozornostjo ukvarjal z državniškimi posli in zgodaj je bil prisiljen prevzeti odgovornost. Ker so ga nenehno obkrožali vzgojitelji in služabniki, in se je moral zgodaj sprijazniti  s pomanjkanjem zasebnega življenja, se je močno zaprl vase. Njegovo razpoloženje je bilo bolj melanholično  in zaznamovano s strogo disciplino, občutkom dolžnosti in žrtvovanjem za svojo visoko službo. Toda redkobesedni in zadržani Karel je med ljudmi, ki so ga obdajali, vse življenje izžareval močno privlačnost.
Karel je petnajstleten prevzel vladanje na Nizozemskem. Po smrti deda po materi, Ferdinanda II. Aragonskega (1516), je bil (skupaj s svojo materjo Ivano, ki pa zaradi bolezni nikdar ni vladala) imenovan za španskega kralja; kot Karel I. je postal prvi vladar združene Španije. Septembra 1517 je z Nizozemskega priplul v povsem tujo mu Španijo in ji poskusil vladati na burgundski način, kar pa je med delom domačega plemstva in meščanstva povzročilo nezadovoljstvo in nemir. Ko se je po smrti svojega deda po očetu, nemško-rimskega kralja in cesarja Maksimilijana I., vrnil v Nemčijo, je v kastiljskih mestih izbruhnil upor comunerosov, ki jih je sestavljalo predvsem meščanstvo ob podpori nekateri plemičev in duhovnikov. Ko se je upornikom pridružilo še socialno-revolucionarno gibanje, se je visoko plemstvo ustrašilo za svoje fevdalne privilegije in je podprlo Karla.

## Volitve cesarja. Izobčenje Martina Luthra
Kandidatov za novega cesarja je bilo sprva veliko in izvolitev Karla za cesarja nikakor ni bila sama po sebi umevna. Cesarja so volili volilni knezi, ki si niso želeli premočnega cesarja in so skušali iz volitev izvleči čim več koristi zase. S časom se je izbor skrčil na Karla in francoskega kralja Franca I. Franc je upal, da mu bo cesarski položaj pomagal rešiti Francijo iz obkoljenosti s habsburškimi deželami; Karel pa je vedel, da bo le z nadnacionalnim simbolom lahko ohranil svoje raztresene dežele združene. Karel je volilno diplomacijo prepustil teti Margareti, ki je spoznala, da bo o izidu odločal predvsem denar. Izplačane so bile vrtoglave podkupnine in Karel se je na samem začetku vladanja nabral dolg v vrednosti 1200 kg čistega zlata. Dolgovi so ga potem spremljali do konca vladanja. Volitve je menda nazadnje odločil saški volilni knez Friderik III. Modri, ki je edini odklonil podkupnino. 23. oktobra 1520 je bilo slavnostno kronanje v aachenski stolnici, pred katerim je moral Karel podpisati t. i. volilno kapitulacijo, v kateri se je v korist volilnih knezov odpovedal nekaterim cesarskim pristojnostim.
Že naslednjo pomlad je moral mladi cesar na državnem zboru v Wormsu sprejeti odločitev, ki je dala pečat vsemu njegovemu kasnejšemu vladanju. Glavna tema zasedanja je bila državna reforma, v zadnji točki pa so obravnavali vprašanje nove vere, ki je že od konca leta 1517 burila duhove v severni Nemčiji. 18. aprila 1521 so na zasedanje povabili tudi Martina Luthra in od njega zahtevali, da prekliče nauke iz svojih spisov. Vendar je ta z znanimi besedami »tu stojim in ne morem drugače« zavrnil kakršno koli popuščanje. Karel je vedel, da je reforma v Cerkvi potrebna, a je menil, da je koncil edino primerno mesto zanjo. Tako v položaju, v katerem se je znašel, ni mogel ravnati drugače, kot da je razglasil t. i. wormski edikt, s katerim je Luthra izgnal iz države in ukazal uničiti njegova dela.
Karel je potem še mnogo let vedno znova zahteval sklic cerkvenega zbora. Ko se je ta končno leta 1545 sestal v Tridentu, je bila Nemčija versko že razklana.

## Vrnitev v Španijo
Iz Wormsa je Karel odpotoval na Nizozemsko in potem v Španijo, kjer so njegovi pristaši med tem zadušili upor comunerosov. Karlu se je zdelo, da mora upornike strogo kaznovati. Prišlo je do mnogih smrtnih obsodb in zaplemb premoženja. Karla so menda te obsodbe zasledovale do konca življenja. Vendar je dosegel pomiritev. V Španiji je potem ostal sedem let. V tem času se je zbližal in obdal s kastiljskimi plemenitaši; povezanost z njimi se je potem samo še poglabljala.
V času Karlovega vladanja so španski konkvistadorji podjarmili skoraj celo Srednjo in Južno Ameriko. V Španijo so pošiljali vse več zlata in srebra, katerega pritok se je povečal zlasti v 1550-tih letih, ko so začeli sistematično izkoriščati rudnike srebra v Potosi. Petina dohodka je pripadala kroni. Toda tudi to ni bilo dovolj za Karlove vojne, ki jih je, predvsem s francoskim kraljem, bojeval tekom svojega vladanja. Španski dolg je stalno naraščal in Španija je bila ob koncu Karlovega vladanja pred bankrotom.
Cesar je za grozodejstva, ki so se dogajala v kolonijah, vedel. Izdal je sicer zakone, ki so prepovedovali zasužnjevanje Indijancev; toda ker se ni istočasno odpovedal pridobivanju žlahtnih kovin, s katerimi je plačeval najemniške vojake, so bili ti zakoni v praksi neuresničljivi.

## Vojne s Francozi in Turki
Volitve cesarja so bile le prvi spopad med Francem I. in Karlom V., ki sta podedovala stara nasprotja svojih rodbin. Habsburžani so si želeli nazaj leta 1477 izgubljeni del vladavine burgundskih vojvod, Valoisi pa so si lastili vojvodino Milano (ki jo je Franc zavzel, tik preden je Karel nastopil kot španski kralj) in Neapeljsko kraljestvo. Do leta 1544 sta v severni Italiji bojevala štiri vojne (italijanske vojne, od četrte do sedme).
Obmejne sovražnosti so leta 1521 prešle v odkrit spopad (italijanska vojna 1521-26) v severni Franciji in severni Italiji, kjer je Milano dvakrat zamenjal gospodarja, dokler ni Karlova vojska z zmago v bitki pri Paviji dobila oblast nad severno Italijo; ob tem ji je uspelo zajeti tudi francoskega kralja. Mirovna pogajanja so se potem vlekla več kot leto dni. Karel je želel predvsem dobiti matično vojvodino Burgundijo (približno današnjo francosko regijo Burgundijo), govora je bilo tudi o poroki Karlove starejše sestre Eleonore, ovdovele portugalske kraljice, s Francem I., ki naj bi pomirila spor med rodbinama. Zaprt v madridskem alcazarju je Franc na vse pristal (čeprav se je hkrati iz ječe tajno pogajal s Turki). Ko pa je prišel spet na prostost, se določil miru iz Madrida (1526) ni držal.
S prihodom Sulejmana Veličastnega na čelo osmanskega cesarstva (1520) je turški pritisk na Evropo vse bolj naraščal. Sultan ni ogrožal le Madžarske, ampak tudi habsburške dedne dežele, ki jih je Karel v letih 1521-22 prepustil mlajšemu bratu Ferdinandu. Ko so Turki avgusta 1526 v bitki pri Mohaču premagali  madžarskega kralja Ludvika II., ki je v boju padel, ne da bi zapustil naslednika, je Karlov brat postal (po določilih bratislavskega miru iz leta 1491 in kot svak Ludvika II.) češki in madžarski in potem še rimsko-nemški kralj Ferdinand I.; potreboval bi cesarjevo vojaško pomoč, a Karel je bil preveč zapleten v dogajanja v Italiji. Leta 1529  so morali Avstrijci sami obraniti Dunaj pred Turki.
Ko je prišel Franc I. iz zapora, je sklenil zavezništvo z Milanom, Benetkami, Švico in Anglijo, t. i. ligo iz Cognaca, kateri se je pridružil tudi papež Klemen VII. in se s tem uvrstil med Karlove politične sovražnike (italijanska vojna lige Cognac, 1527-29). Karlove čete so bile še vedno v Italiji; španski in nemški najemniki, slednji večinoma luteranci, že dolgo niso dobili plačila in jih je bilo težko miriti. Potem ko je njihovega glavnega poveljnika (Georg von Frundberg) zadela kap in je odpotoval v domovino, se je vojska, pod vodstvom generalnega kapitana, vojvode Karla Burbonskega, odpravila proti Rimu, da si v bogatem mestu sama vzame plačilo. 6. maja 1526 se je začelo ropanje Rima (sacco di Roma). Najemniki so gospodarili v mestu, dokler jih jeseni nista pregnali lakota in kuga. Papež se je sprva umaknil v Angelski grad, potem pa je skrivaj zbežal tudi od tam. Za t. i. "damski mir" sta poskrbeli mati Franca I., Luiza Savojska, in Margareta Avstrijska, ki sta se avgusta 1529 v Cambraiu dogovorili za ohranitev obstoječega ozemeljskega stanja: Karel je preklical svoje zahteve po Burgundiji, Franc pa zahteve po Milanu in Neaplju. Tudi medičejski papež in Karel sta sklenila dogovor: Karel je papežu pomagal za Medičejce ponovno osvojiti oblast v Firencah (ki so bile v rokah republikancev), Klemen VII. pa je Karla na njegov trideseti rojstni dan v Boloniji še formalno kronal za cesarja. To je bilo zadnjič, da je papež kronal cesarja Svetega rimskega cesarstva.
Ker Cerkev še vedno ni sklicala koncila, je Karel na državnem zboru v Augsburgu leta 1530 ponovno poskušal najti začasni način sožitja s protestanti. Vendar so katoliki zavrnili veroizpoved, ki so jo predložili Luthrovi pristaši in jo poznamo kot augsburška veroizpoved (confessio Augustana); z zavrnitvijo se je nazadnje strinjal tudi cesar. Zaključki zbora so v nekoliko razširjeni obliki ponovili stališča wormškega zbora iz leta 1521. To je vzpodbudilo protestantske kneze, da so se združili v obrambni šmalkaldenski zvezi, s katero so se želeli zoperstaviti cesarjevemu pritisku in zavarovati svojo oblast. Zaradi turške nevarnosti je bil Karel prisiljen sprva zvezi popuščati v zameno za vojaško podporo proti zunanjemu sovražniku. 
Leta 1532 je Karel zbral veliko vojsko, ki je pod njegovim osebnim vodstvom blizu Dunaja pričakovala bližajočo se Sulejmanovo vojsko, toda poveljnika sta se izognila spopadu. Cesar se je naslednje leto vrnil v Španijo in prepustil posle na vzhodu bratu.
Kar je zamudil pred Dunajem, je skušal Karel nadoknaditi v Sredozemlju. Leta 1535 je zavzel Tunis, od koder so pirati pod poveljstvom turškega admirala  Hajrudina Barbarosse (Khayr ad-Din) ogrožali pomorski promet. Operacija, ki je bila za krščanski svet pravo zmagoslavje, pa ni oslabila Sulejmanovega položaja.
Konec leta 1535 je umrl milanski vojvoda Francesco II. Sforza in Karel je dal vojvodino Milano v fevd svojemu sinu Filipu. Francoski kralj, ki si je tudi lastil pravico do tega cesarskega fevda, je vdrl v Italijo (italijanska vojna 1536-38), zasedel Torino, ni pa uspel zasesti Milana. Med tem je Karel na povratku iz Tunisa pristal v Neaplju in prispel avgusta 1536 v Rim, kjer je imel pred papežem Pavlom III. in kolegijem kardinalov svoj slavni govor, v katerem je francoskega kralja obdolžil kršitve miru. Karlova vojska je potem v povračilni akciji vdrla v Provanso, vendar je operacija kmalu izgubila polet. Maja 1538 je bil s posredovanjem papeža v Nici sklenjen mir.
Leta 1539 se je mesto Gent na Nizozemskem uprlo upravnim reformam in zvišanju davkov. Ker kraljeva namestnica na Nizozemskem, Karlova sestra Marija Ogrska, ni bila kos položaju, je Karel osebno odpotoval v svoje rodno mesto, mu odvzel privilegije in strogo kaznoval voditelje upornikov. Krut poseg pa je vendarle spametoval obe strani, ki sta odtlej reševali (v času Karlovega vladanja) podobne probleme z medsebojnim dogovarjanjem
.
Zaradi turške nevarnosti je skušal biti Karel proti nemškim protestantom popustljiv; leta 1541 jim je na državnem zboru v Regensburgu priznal velike koncesije (po svojem prepričanju), ki pa sta jih kasneje zavrnila tako papež kot Luther. Čeprav se je Ferdinand, ki je v avgustu 1541 izgubil madžarsko prestolnico, potegoval za pohod proti Sulejmanu, se je Karel odločil za ponovno pomorsko akcijo, za napad na Alžir, ki pa se je ponesrečil, ker je vihar potopil del cesarjeve flote.
Franc I. in Sulejman Veličastni, ki sta bila v stalnih diplomatskih stikih, sta leta 1543 družno napadla Nico, Turki z morja, Francozi s kopnega (italijanska vojna 1542-46). Posadka v citadeli se je branila cel mesec, dokler je končno ni odrešil prihod Karlove vojske. Cesar je na napad odgovoril tako, da se je povezal z angleškim kraljem Henrikom VIII., ki je v severni Franciji zavzel Boulogne in Soissons. Zaradi pomanjkanja denarja za najemnike se je bojevanje počasi ustavilo. Mir v Crepyju (september 1544) je v glavnem potrdil obstoječe meje. Franc je obljubil, da se ne bo povezoval z nemškimi protestanti in da bo poslal predstavnike na tridentinski koncil. To je bila zadnja vojna med Karlom in Francem.

## Spopad s protestantskimi knezi
Decembra 1545 se je v Trentu končno začel koncil, ki ga je Karel tako dolgo pričakoval. Toda njegovi upi na teološko rešitev verskega spora so splahneli, ko se protestantski teologi koncila niso hoteli udeležiti. Karel se je tedaj odločil za vojno. Papež mu je ponudil pomoč v denarju in četah. Karel je na svojo stran pridobil močnega protestantskega vojvodo Mavricija Saškega, kateremu je za sodelovanje obljubil volilno kneževino Saško, v kateri je vladal Mavricijev ernestinski bratranec Ivan Friderik I., eden od voditeljev šmalkaldenske zveze. Protestanti so želeli cesarja prehiteti in so septembra 1546 začeli šmalkaldensko vojno, toda bili so premalo odločni in enotni. Cesarjev brat Ferdinand I. in Mavricij sta v protinapadu zavzela volilno Saško. Cesar je izobčil oba voditelja šmalkaldenske zveze (Ivan Friderik I. in Filip Hessenski). Naslednjo pomlad je prišla iz Italije cesarjeva najemniška vojska in aprila 1547 v bitki pri Mühlbergu na Labi  dosegla odločilno zmago.
Karel, sedaj gospodar položaja, je po zasedanju državnega zbora v Augsburgu leta 1548 izdal t. i. augsburški interim, ki naj bi začasno urejal predvsem obredne cerkvene zadeve v cesarstvu. Med protestantskimi knezi, ki so odredbo razumeli kot poskus ponovne prevlade katolicizma in večjo centralizacijo cesarstva, je interim izzval zarotniški odziv. Mavricij Saški, sedaj volilni knez, je prestopil na stran protestantov. Med njim, brandenburškim volilnim knezom Albertom II. Alcibadesom in mladim francoskim kraljem Henrikom II., ki je iskal zaveznike v boju proti cesarju, je prišlo januarja 1552 v Chambordu do pogodbe, v kateri sta kneza francoskemu kralju obljubila za pomoč v orožju in denarju vikariat nad cesarskimi mesti  Metz, Toul in Verdun. Zarotniki so vdrli v Avstrijo z namenom, da zajamejo cesarja, ki se je, prizadet od protina, mudil v Innsbrucku. Cesarja je ponižanje, ker je moral bežati, zelo prizadelo. Zdaj je v dogajanja posegel brat Ferdinand, ki se je z uporniki dogovoril za poravnavo in avgusta 1552 podpisal passavski sporazum, za Karla sramotno listino.
Med tem so Francozi zavzeli Lotaringijo, kar je bil za Karla nov hud udarec. Ponovno je zbral vojsko, začel oblegati Metz in pri tem doživel nov poraz. Po tem porazu je vodenje države in reševanje verskega vprašanja prepustil bratu Ferdinandu.
Ferdinand je leta 1555 na zboru v Augsburgu popustil protestantom in z njimi sklenil t. i. augsburški verski mir, ki je nasprotja med cesarjem in nemškimi protestantskimi knezi več ali manj stabiliziral do tridesetletne vojne, ko so izbruhnila v največji možni meri.

## Umik z vladarskih položajev

### Težave pri vladanju
Ko je Karel že vladal v Španiji kot Karel I., je leta 1519 prevzel tudi cesarski naslov kot Karel V. Sveto rimsko cesarstvo je na koncu pripadlo mlajši veji Habsburžanov v osebi Karlovega brata Ferdinanda I., medtem ko je starejša veja nadaljevala vladati v Španiji in burgundski dediščini v osebi Karlovega sina, španskega Filipa II. Na takšen razvoj dogodkov je vplivalo veliko dejavnikov, predvsem policentrični značaj evropske civilizacije in španske čezmorske posesti. Kot prepričanega vernika so ga večkrat notranje prizadele smrtne obsodbe, ki jih je po svojem prepričanju moral podpisati nad nekaterimi uporniki, kakor tudi ravnanje nekaterih, zlasti ameriških osvajalcev. Omenjajo tudi verske napetosti, denarne težave in oviranje, ki so ga povzročale zunanje sile, zlasti Francija in Turčija. Na bolj osebni ravni Karlu ni uspelo prepričati nemških knezov, da bi podprli njegovega sina Filipa, čigar »neroden in zaprt značaj ter pomanjkanje znanja nemškega jezika sta to podjetje obsodila na neuspeh«.

### Dežele, ki se jim je Karel odpovedal
Cesarstvo Karla V., splošno znano tudi kot Habsburško cesarstvo, je vključevalo Sveto rimsko cesarstvo, Špansko cesarstvo, Burgundijsko Nizozemsko, Avstrijske dežele, in vsa ozemlja in oblasti, ki jim je vladal po personalni uniji cesar Svetega rimskega cesarstva Karel V. od 1519 to 1556. Zgodovinsko gledano je bilo to prvo cesarstvo, ki so ga označevali kot "Cesarstvo, nad katerim sonce nikoli ne zaide"; taisti izraz so uporabljali za več vseobsežnih cesarstev skozi zgodovino. Dežele cesarstva so imele skupnega samo cesarja Karla V., medtem ko so njihove meje, ustanove in zakoni ostali ločeni. Karlovo poimenovanje kot cesarja je bilo Karel V. (torej Karl V. in Carolus V.), medtem ko so ga v njegovih mlajših letih imenovali tudi Karel Gentski (po njegovem rojstnem kraju v Flandriji), Karel II. kot vojvoda Burgundije, in Karel I. kot kralj Španije (Carlos I) ter nadvojvoda Avstrije (Karl I.). Cesarsko ime je prevladalo zaradi politično-verskega prvenstva, ki ga je imelo Sveto rimsko cesarstvo med evropskimi kraljestvi od srednjega veka in ga je Karel V. nameraval ohraniti kot del svojega (končno neuspelega) načrta združitve katoliškega območja pod svojim vodstvom .

### Umik v španski samostan
Karlu se ni uresničila želja, da bi ga v cesarstvu nasledil sin Filip. Nemški knezi so ga odklanjali. Karel je zato iskal povezavo z Anglijo in za že ovdovelega Filipa organiziral poroko z deset let starejšo angleško kraljico Marijo. Vendar je angleški parlament odklonil kronanje Filipa za sokralja, pa tudi iz zakona z Marijo ni bilo naslednikov. 
Karel se je po smrti matere, kraljice Ivane (april 1555), ki je bila formalno ves čas njegova sovladarica, odločil, da se bo odpovedal prestolu. Oktobra je v bruseljskem dvorcu predal sinu Filipu vodenje viteškega reda zlatega runa in vladarsko oblast nad Nizozemsko ter v januarju 1556 še oblast v Španiji. Potem je odpotoval v Španijo in avgusta 1556 prepustil vladanje v cesarstvu bratu, ki so ga volilni knezi februarja 1558 potrdili za "izvoljenega cesarja" Svetega rimskega cesarstva, Ferdinanda I.
Karel se je umaknil v samostan San Jeronime de Yuste, kjer je leta 1558 umrl. Pokopali so ga v samostanski kripti; 16 let kasneje so njegove posmrtne ostanke prenesli v Samostan Escorial v Madridu, imenovan El Escorial.
Zgodovinarji, ki Karlu niso naklonjeni, ga imajo za oblastiželjnega, nepopustljivega in neprilagodljivega vladarja. Očitajo mu kruto kaznovanje upornikov v Kataloniji (1522) in Gentu (1540), nepotrebno vojskovanje in slepoto za krutosti osvajalcev Amerike. Karlu naklonjeni zgodovinarji pa poudarjajo njegovo preudarnost in neomajno predanost nalogi, ki naj bi jo (po tradicionalnem razumevanju cesarske oblasti) dobil od Boga, da ohrani in utrdi enotno katoliško državo, kar brez občasnih odločnih posegov v dogajanja ni bilo možno. Ta naloga je bila pretežka in od vsega začetka izgubljena. Bilo je preveč nasprotujočih si sil in vplivov, političnih in verskih. Zgodovinar Edward Crankshaw je zapisal: "Zgodbo njegovega življenja lahko označimo za neuspel poskus najbogatejšega in najmočnejšega moža na svetu, da bi uveljavil nadnacionalno duhovno in posvetno ureditev." 

## Družina
Marca 1526 se je Karel v Sevilli poročil z Izabelo (1503-39), sestro Ivana III. Portugalskega, ki se je malo pred tem poročil s Karlovo najmlajšo sestro Katarino. Zakon je bil srečen. Izabela je bila noseča osemkrat, toda preživeli so le trije otroci:
- Filip II. (1527–1598), španski kralj, štirikrat poročen
- Marija (1528–1603), leta 1548 je postala žena kasnejšega rimsko-nemškega cesarja Maksimilijana II.
- Ivana (1535–1573), leta 1552 se je poročila s portugalskim princem Ivanom Manuelom, ki je umrl pred svojim očetom, kraljem Ivanom III.

Karel V. je imel tudi dva nezakonska otroka, ki ju je priznal za svoja; to sta bila, z Ivano van der Gheynst, meščanko iz Oudenaarde v Flandriji
- Margareta Parmska (1522–1586), kraljeva namestnica na Nizozemskem, drugič poročena z Ottaviom, vojvodo Parme in Piacenze, iz družine Farnese

in z Barbaro Blomberg, meščanko iz Regensburga
- don Juan Avstrijski (1547–1578), vodja cesarskega ladjevja v bitki pri Lepantu.